# Y tu mamá también
Y tu mamá también es un filme mexicano dirigido por Alfonso Cuarón, estrenado en 2001 y protagonizado por los mexicanos Gael García Bernal y Diego Luna y la española Maribel Verdú. Se presentó en la sección oficial del Festival Internacional de Cine de Venecia, donde obtuvo el galardón al Mejor Guion. Diego Luna y Gael García Bernal recibieron el premio Marcello Mastroianni al Mejor Actor Revelación. También logró una nominación al Premio Óscar al Mejor guion original. La película ha tenido éxito y se considera icono del llamado Nuevo Cine Mexicano.

## Argumento
En 1999, dos jóvenes de 18 años, originarios de la Ciudad de México, Tenoch Iturbide (Diego Luna), hijo de un político de alto rango denunciado por corrupción, y Julio Zapata (Gael García Bernal), de una familia liberal de clase media, están de vacaciones. Unidos por una gran amistad, fuman marihuana, salen a divertirse y se masturban juntos. Conforman la fraternidad de «los charolastras» junto con Saba y Daniel (sin apariciones relevantes en la película). Sus novias se han ido a Europa. En una boda familiar conocen a la española Luisa Cortés (Maribel Verdú), esposa del primo de Tenoch, diez años mayor que ellos. En un intento por conquistarla, Julio y Tenoch la invitan a la playa. Inicialmente dan por hecho que no acudirá pero, al pasar algunos días, Luisa tiene un percance y acepta la invitación, noticia que le cae de sorpresa a Tenoch, que avisa a Julio; los tres emprenden el viaje improvisado hacia «Boca del Cielo», una hermosa playa virgen (no turística), cercana a las Bahías de Huatulco en el estado de Oaxaca. Durante el recorrido, Julio y Tenoch empiezan a hablar a Luisa sobre sus vidas, dando a conocer detalles de su tan formada amistad.
Durante el recorrido en auto por varios días a lo largo del país, se muestran ejemplos de tensión social al costado del camino, como la presión policial sobre los campesinos, las movilizaciones sociales y las pintas que sentencian que el respeto a los derechos conduce a la paz.
En una etapa del viaje, Luisa y Tenoch mantienen relaciones sexuales; los ve Julio, quien, en una escena de celos, le revela a Tenoch que mantuvo relaciones sexuales con su novia. Tenoch le pide explicaciones durante toda una noche. Luisa nota la tensión al día siguiente y (para hacer las cosas más justas) decide tener relaciones sexuales también con Julio, lo que desata una pelea entre los tres, en la cual Tenoch aprovecha para contar que él mantuvo relaciones sexuales con la novia de Julio. Luisa decide dejarlos, por lo que los amigos se reúnen para retenerla. Luisa decide continuar el viaje no sin antes dejar claro que ella manda ahora.
De casualidad llegan a una playa hermosa, conocen a una familia que los lleva a pasear en bote. El hombre del bote se quedará sin trabajo en la pesca y no podrá hacer viajes para llevar turistas porque los grandes conglomerados lo invaden todo. Terminará como empleado de un hotel.
De regreso, descubren el campamento atacado por cerdos fugados. En eso, Tenoch, Julio y Luisa tienen una reunión donde llegan a quedar ebrios y comienzan a tener un baile erótico. Tras eso, Luisa, Tenoch y Julio se van a una habitación donde comienzan a besarse y a acariciarse. La escena se corta cuando Luisa les practica sexo oral de manera simultánea a Tenoch y Julio, mientras ellos dos comienzan a besarse.
A la mañana, ambos varones despiertan juntos, desnudos. Sin poder mirarse a los ojos, deciden regresar a la Ciudad de México. Luisa se queda unos días más. Transcurre un año, y en el 2000, cuando el PRI pierde la primera elección presidencial después de siete décadas de haber estado en el poder, los amigos se reencuentran y Tenoch le cuenta a Julio que Luisa murió de cáncer, un mes después de regresar del gran viaje. Terminan la conversación, se despiden. Nunca volverán a verse.

## Elenco
- Diego Luna - Tenoch Iturbide
- Gael García Bernal - Julio Zapata
- Maribel Verdú - Luisa Cortés
- Nathan Grinberg - Manuel Huerta
- Verónica Langer - María Eugenia Calles de Huerta
- María Aura - Cecilia Huerta
- Giselle Audirac - Nicole Bazaine
- Arturo Ríos - Esteban Morelos
- Andrés Almeida - Diego 'Saba' Madero
- Diana Bracho - Silvia Allende de Iturbide
- Emilio Echevarría - Miguel Iturbide
- Marta Aura - Enriqueta 'Queta' Allende
- Mayra Sérbulo - Mabel Juárez de Carranza
- Juan Carlos Remolina - Alejandro 'Jano' Montes de Oca
- Liboria Rodríguez - Leodegaria 'Leo' Victoria
- Daniel Giménez Cacho - Narrador
- Raul Vale- Cheo
- Silverio Palacios - Chuy

## Temas
Según Slavoj Žižek, Y tu mamá también "es una película política sobre la crisis en México", siendo la política eficiente por estar fuera de foco. Cuarón reinventó el género road movie estadounidense para representar la geografía, la política, la gente y la cultura de México. Cuarón quería usar el género road movie para desafiar los movimientos cinematográficos latinoamericanos de mediados del siglo XX que rechazaban el placer y el entretenimiento típicos del cine comercial holllywoodense creado mediante el uso de historias y personajes ficticios. Su objetivo era tomar prestado el placer y el entretenimiento del cine de Hollywood para sintetizarlo con la exploración política y cultural de México.

### Apellidos de los personajes
Los apellidos de todos los personajes (Zapata, Iturbide, Carranza, etc.) hacen referencia a importantes figuras de la historia mexicana. El apellido del único personaje español —Cortés (Luisa Cortés, interpretada por Maribel Verdú)— hace referencia al conquistador que se apoderó de muchas tierras mesoamericanas para España (véase Conquista de México).

## Producción
La idea de la película surgió a partir de la sugerencia de Emmanuel Lubezki a los hermanos Cuarón en 1988. El rodaje de la película comenzó con la última escena, filmada el 21 de febrero del 2000. Y tu mamá también se filmó en un orden paralelo al del guion; es decir, no se filmaron todas las escenas desordenadas para después unirlas coherentemente en el montaje, sino que se realizó toda seguida.[cita requerida] Se contrató al especialista Luis David Sansans para manejar una steadicam. Finalmente, esta cámara nunca se usó, y el especialista fue asignado a otras tareas.
Diego Luna y Gael García Bernal, al igual que en la película, son amigos desde la infancia en la vida real. Debido a que Luna era un ídolo adolescente y estrella de telenovelas, Cuarón no lo quería para el rol de Tenoch. Gael García lo convenció para que lo contratara porque su amistad facultaría la interpretación de la amistad de sus personajes. Luna no olvida el beso con Gael García y el impacto que causó entre sus seguidores. Luna tuvo que besar a otro hombre en la película biográfica Milk, en la que él interpreta al hispano homosexual Jack Lira, junto a Sean Penn en el papel de Harvey Milk.

## Recepción
Y tu mamá también fue bien recibida por los críticos en su lanzamiento original. La película fue calificada por Rotten Tomatoes, donde el 91 de los críticos dieron reseñas positivas, basados en una muestra de 126. En Metacritic, que asigna una calificación normal sobre 100 basado en reseñas de críticas de la corriente principal, la película ha recibido una puntuación regular de 88, basado en 35 reseñas. Roger Ebert le dio a la película cuatro estrellas sobre cuatro, y se refirió a ella como «una de esas películas donde "después de ese verano, nada volvería a ser lo mismo". Sí, pero esto redefine "nada"».
Y tu mamá también ganó el premio del Festival Internacional de Cine de Venecia. También fue un subcampeón para los premios National Society of Film Critics por mejor película y director, y fue nominado para los premios Óscar por mejor guion original. La película tuvo su estreno estadounidense en el Festival Internacional de Cine de Hawái.

## Clasificación
En México, la película recibió la clasificación «C» (solo para adultos). Sin embargo, un grupo de jóvenes decidió protestar desnudándose en la puerta de un cine que proyectaba la película, para que les dejasen verla; finalmente fue catalogada con clasificación «B» (adolescentes y adultos), sin embargo, actualmente esta película está clasificada como clasificación «C».[cita requerida]
Los sistemas de calificación de edad de varios países trataron a la película muy diferente. En los Estados Unidos, fue lanzada sin una calificación porque los distribuidores creyeron que el mercado limitante de NC-17 sería inevitable. Los tablones de calificación en países como Francia y Países Bajos consideraron a la película como apta para la audiencia a partir de los veinte años. El supuesto tratamiento de la MPAA de esta película se basa en la descripción de la sexualidad —especialmente en comparación con sus normas de aceptación mucho más hacia la violencia—, lo que hizo que, por ejemplo, Roger Ebert se preguntara por qué los profesionales de la industria cinematográfica no se mostraron indignados: «¿Por qué los cinéfilos austeros no se levantan y tiran abajo el sistema de calificación que infantiliza sus trabajos?».

## Taquilla
Recaudó en total 103 millones de pesos y se convirtió en la cuarta película mexicana más taquillera.[cita requerida]

## Banda sonora

### Temas
1. Here Comes The Mayo - Molotov & Dub Pistols
2. La Sirenita - Plastilina Mosh & Tonino Carotone with Chalo from Volován
3. To love somebody - Eagle Eye Cherry
4. Show Room Dummies - Señor Coconut
5. Insomnio - Café Tacuba & Alejandro Flores
6. Cold air - Natalie Imbruglia
7. Go shopping - Bran Van 3000
8. La tumba será el final - Flaco Jiménez
9. Afila el colmillo - Titan & La Mala Rodríguez
10. Ocean in your eyes - Miho Hatori & Smokey Hormel
11. Nasty sex - La Revolución de Emiliano Zapata
12. By this river - Brian Eno
13. Y rompiste mi corazón - Martín Meza, Montecristo (Banda de argentina)
14. Si no te hubieras ido - Marco Antonio Solís
15. Watermelon in Easter Hay - Frank Zappa

## Premios

### Premios y candidaturas
| Año                                                   | Categoría                                            | Candidato/a                    | Resultado  |
| ----------------------------------------------------- | ---------------------------------------------------- | ------------------------------ | ---------- |
| Premios Oscar                                         | Mejor guion original                                 | Alfonso Cuarón y Carlos Cuarón | Candidatos |
| Premios Globo de Oro                                  | Mejor película en lengua no inglesa                  |                                | Candidato  |
| Premios BAFTA                                         | Mejor película de habla no inglesa                   |                                | Candidata  |
| Premios BAFTA                                         | Mejor guion original                                 | Alfonso Cuarón y Carlos Cuarón | Candidatos |
| National Society of Film Critics                      | Mejor película                                       |                                | Subcampeón |
| National Society of Film Critics                      | Mejor película extranjera                            |                                | Ganadora   |
| National Society of Film Critics                      | Mejor guion                                          | Alfonso Cuarón y Carlos Cuarón | Candidatos |
| National Society of Film Critics                      | Mejor director                                       | Alfonso Cuarón                 | Subcampeón |
| Premios del Círculo de Críticos de Cine de Nueva York | Mejor película de habla no inglesa                   |                                | Ganadora   |
| Premios de la Crítica Cinematográfica                 | Mejor película de habla no inglesa                   |                                | Ganadora   |
| Premios Independent Spirit                            | Mejor película extranjera                            |                                | Ganadora   |
| Premios Grammy                                        | Mejor recopilación de banda sonora para medio visual |                                | Candidata  |
| Festival Internacional de Cine de Venecia             | Mejor Guion                                          | Alfonso Cuarón y Carlos Cuarón | Ganadores  |

### Distinciones
Desde su estreno, Y tu mamá también ha sido considerada como una de las mejores películas de la década del 2000 y del siglo XXI. Según distintos medios, esta película ha ocupado destacadas posiciones en rankings, como ser:
- Empire: Las 100 mejores películas del cine mundial – #20[23]
- Los Angeles Film Critics Association: Las películas de la década – #9[24]
- The New York Times: Las 1.000 mejores películas jamás realizadas[25]
- Entertainment Weekly: ¡Las 25 películas más sexys de la historia![26]
- The New York Times: 100 mejores películas del siglo XXI – #18[27]
- The New York Times: 100 mejores películas del siglo XXI (elegidas por los lectores) – #55[28]

En México, el filme ocupa el puesto #11 dentro de la lista de las 100 mejores películas mexicanas de la historia, según la opinión de 27 críticos y especialistas del cine mexicano, publicada por el portal Sector Cine en junio de 2020.